# Rugby Europe Trophy 2024-25
El Rugby Europe Trophy 2024-2025 fue la octava edición del tercer torneo en importancia de rugby en Europa por debajo del Seis Naciones y el Championship.

## Participantes
- Croacia
- Lituania
- Luxemburgo
- Polonia
- República Checa
- Suecia

## Posiciones
| Pos. | País            | Encuentros | Encuentros | Encuentros | Encuentros | Tantos  | Tantos    | Tantos     | Puntos Bonus | Puntos |
| Pos. | País            | jugados    | ganados    | empatados  | perdidos   | a favor | en contra | diferencia | Puntos Bonus | Puntos |
| ---- | --------------- | ---------- | ---------- | ---------- | ---------- | ------- | --------- | ---------- | ------------ | ------ |
| 1    | Polonia         | 5          | 5          | 0          | 0          | 182     | 90        | +92        | 2            | 22     |
| 2    | Suecia          | 5          | 4          | 0          | 1          | 192     | 113       | +79        | 2            | 18     |
| 3    | República Checa | 5          | 3          | 0          | 2          | 164     | 89        | +75        | 4            | 16     |
| 4    | Croacia         | 5          | 1          | 1          | 3          | 147     | 203       | -56        | 0            | 6      |
| 5    | Lituania        | 5          | 1          | 0          | 4          | 105     | 182       | -77        | 1            | 5      |
| 6    | Luxemburgo      | 5          | 0          | 1          | 4          | 95      | 208       | -113       | 0            | 2      |

Nota: Se otorgan 4 puntos por victoria, 2 por empate y 0 por derrota.
Puntos Bonus: 1 punto por convertir, al menos, 3 ensayos más que el rival en un partido (BO) y 1 al equipo que pierda por 7 o menos puntos de diferencia (BD).

## Partidos
| 26 de octubre de 2024 | Lituania | 47 - 20 | Luxemburgo |  |  |

| 26 de octubre de 2024 | Suecia | 22 - 16 | República Checa |  |  |

| 2 de noviembre de 2024 | Lituania | 19 - 46 | Suecia |  |  |

| 9 de noviembre de 2024 | República Checa | 49 - 26 | Croacia |  |  |

| 16 de noviembre de 2024 | Croacia | 31 - 42 | Suecia |  |  |

| 16 de noviembre de 2024 | Polonia | 40 - 13 | Lituania |  |  |

| 23 de noviembre de 2024 | Croacia | 32 - 23 | Lituania |  |  |

| 23 de noviembre de 2024 | República Checa | 15 - 22 | Polonia |  |  |

| 30 de noviembre de 2024 | Luxemburgo | 31 - 31 | Croacia |  |  |

| 22 de febrero de 2025 | Polonia | 58 - 27 | Croacia |  |  |

| 8 de marzo de 2025 | República Checa | 40 - 16 | Luxemburgo |  |  |

| 29 de marzo de 2025 | Lituania | 3 - 44 | República Checa |  |  |

| 29 de marzo de 2025 | Luxemburgo | 18 - 57 | Suecia |  |  |

| 5 de abril de 2025 | Luxemburgo | 10 - 33 | Polonia |  |  |

| 12 de abril de 2025 | Suecia | 25 - 29 | Polonia |  |  |